# La Chapelle-Biche
La Chapelle-Biche – miejscowość i gmina we Francji, w regionie Normandia, w departamencie Orne.
Według danych na rok 1990 gminę zamieszkiwały 513 osoby, a gęstość zaludnienia wynosiła 82 osoby/km² (wśród 1815 gmin Dolnej Normandii Chapelle-Biche plasuje się na 432. miejscu pod względem liczby ludności, natomiast pod względem powierzchni na miejscu 782.).